# بی‌آی‌ام
بی‌آی‌ام (انگلیسی: Bim) شرکت خرده‌فروشی ترک است که در سال ۱۹۹۵ تأسیس شد.